# 신군부목
신군부목(Neoloricata)은 현존하는 다판류를 대표하는 연체동물 목의 하나이다. 일부 종은 화석으로만 알려져 있다.

## 하위 분류
- 줄군부아목 (Lepidopleurina)
  - 줄군부과 또는 상아군부과 (Leptochitonidae) - 등꼬부리, 아기군부 포함.
  - Protochitonidae
  - Hanleyidae
  - Afossochitonidae
- 군부아목 (Chitonina)
  - 연두군부과 (Ischnochitonidae) - 연두군부 포함.
  - 따가리과 (Mopaliidae) - 검은군부, 수염군부 포함.
  - Schizochitonidae
  - 군부과 (Chitonidae) - 딱지조개 포함.
- 가시군부아목 (Acanthochitonina)
  - Cryptoplacidae
  - 가시군부과 (Acanthochitonidae) - 고무장화군부 포함.
  - 과 분류가 불확실한 속
    - Lavenachiton